# Pascoea degenerata
Pascoea degenerata är en skalbaggsart som först beskrevs av Heller 1914.  Pascoea degenerata ingår i släktet Pascoea och familjen långhorningar. Inga underarter finns listade i Catalogue of Life.